# Liste der Stolpersteine in Neubrandenburg

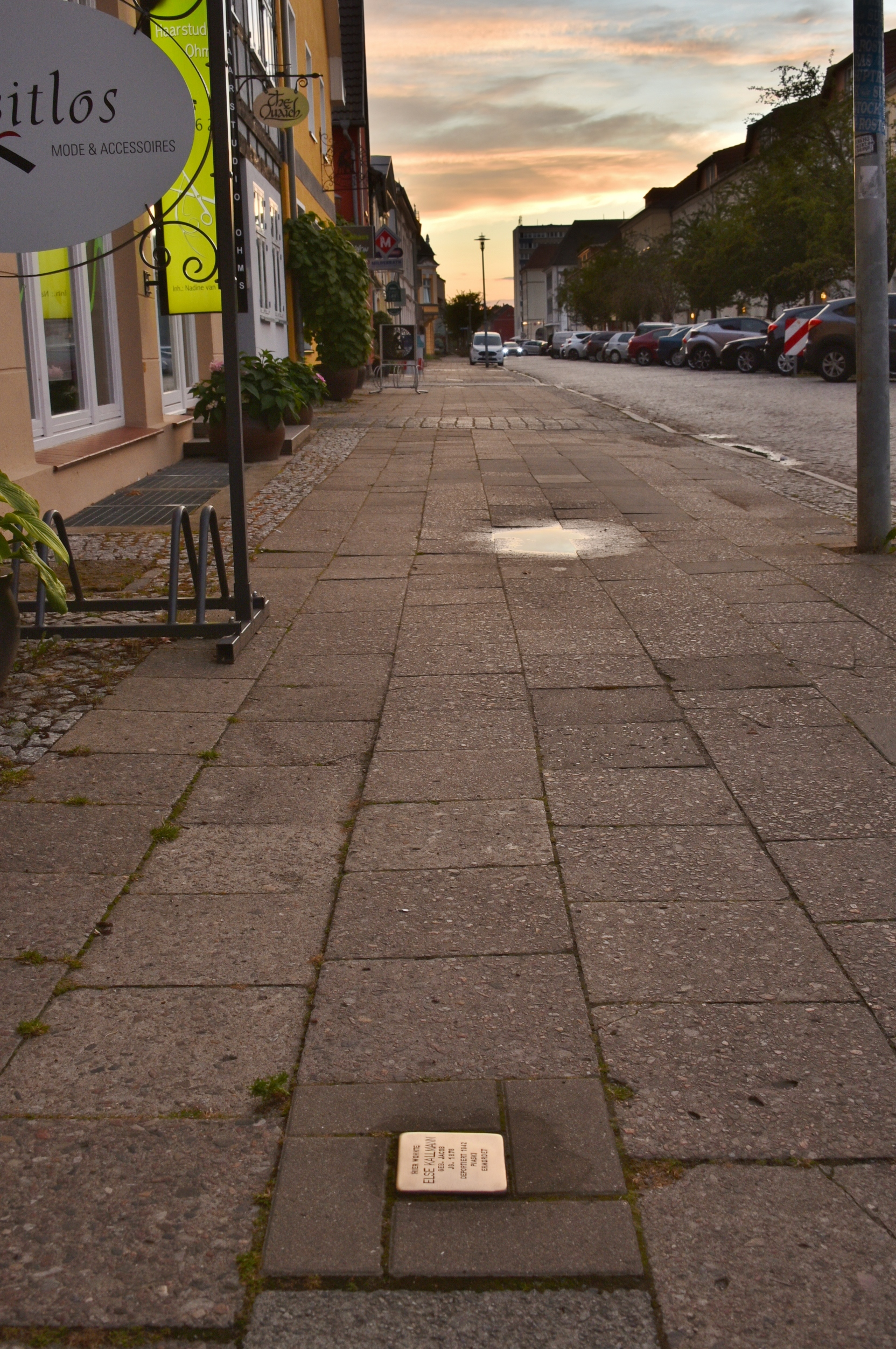
Stolperstein in der Neutorstraße

Die Liste der Stolpersteine in Neubrandenburg enthält Stolpersteine, welche im Rahmen des gleichnamigen Kunstprojekts von Gunter Demnig in Neubrandenburg verlegt wurden. Mit ihnen soll Opfern des Nationalsozialismus gedacht werden, die in Neubrandenburg lebten und wirkten. Demnig verlegt für jedes Opfer einen eigenen Stein, im Regelfall vor dem letzten selbst gewählten Wohnsitz. Die meisten der in Neubrandenburg Geehrten hatten die Stadt jedoch zum Zeitpunkt ihrer Deportation bereits verlassen.
Die erste Verlegung in Neubrandenburg erfolgte am 12. Juni 2009.

## Verlegte Stolpersteine
In Neubrandenburg wurden bisher bei 4 Terminen 20 Stolpersteine an neun Adressen verlegt.
| Stolperstein | Inschrift | Verlegeort                         | Name, Leben                                         |
| --- | --- | ---------------------------------- | --------------------------------------------------- |
| | HIER WOHNTE FRANZISKA BORN GEB. HEINE JG. 1871 DEPORTIERT 1943 THERESIENSTADT ERMORDET 19.5.1944 AUSCHWITZ             | Krämerstraße 1a ·                  | Franziska Born, geb. Heine (1871–1944)              |
| Bild gesucht Die Wikipedia wünscht sich an dieser Stelle ein Bild vom hier behandelten Ort. Weitere Infos zum Motiv findest du vielleicht auf der Diskussionsseite . Falls du dabei helfen möchtest, erklärt die Anleitung , wie das geht. BW | Hier wohnte Jacob Brandwein Jg. 1888 unfreiwillig verzogen Stettin 'Polenaktion' 1938 Schicksal unbekannt              | Neutorstraße 5–7 ·                 | Jacob Brandwein (1888–)                             |
| Bild gesucht Die Wikipedia wünscht sich an dieser Stelle ein Bild vom hier behandelten Ort. Weitere Infos zum Motiv findest du vielleicht auf der Diskussionsseite . Falls du dabei helfen möchtest, erklärt die Anleitung , wie das geht. BW | Hier wohnte Regina Brandwein geb.Holler Jg. 1895 unfreiwillig verzogen Stettin 'Polenaktion' 1938 Schicksal unbekannt  | Neutorstraße 5–7 ·                 | Regina Brandwein, geb.Holler (1895–)                |
| Bild gesucht Die Wikipedia wünscht sich an dieser Stelle ein Bild vom hier behandelten Ort. Weitere Infos zum Motiv findest du vielleicht auf der Diskussionsseite . Falls du dabei helfen möchtest, erklärt die Anleitung , wie das geht. BW | Hier wohnte Mia Brandwein Jg. 1930 unfreiwillig verzogen Stettin 'Polenaktion' 1938 Schicksal unbekannt                | Neutorstraße 5–7 ·                 | Miaa Brandwein (1930–)                              |
| | HIER WOHNTE MAX HERRMANN HEINE JG. 1863 FLUCHT 1939 DÄNEMARK TOT 31.7.1941 KOPENHAGEN                                  | Krämerstraße 1a ·                  | Max Hermann Heine (1863–1941)                       |
| | HIER WOHNTE JENNY HIRSCH GEB. HEINE JG. 1891 DEPORTIERT 1942 AUSCHWITZ ERMORDET                                        | Friedrich-Engels-Ring 29 ·         | Jenny Hirsch, geb. Heine (1891–1942/45)             |
| | HIER WOHNTE HENNY HIRSCHFELD GEB. BURCHARDT JG. 1880 DEPORTIERT 1941 MINSK ERMORDET 1941                               | Krämerstraße 1a ·                  | Henny Hirschfeld, geb. Burchardt (1880–1941)        |
| | HIER WOHNTE MARGARETE HOFFMANN GEB. ADAM JG. 1888 DEPORTIERT 1941 MINSK ERMORDET                                       | Ziegelbergstraße ·                 | Margarete Hoffmann, geb. Adam (1888–1941/45)        |
| | HIER WOHNTE SIEGFRIED HOFFMANN JG. 1877 DEPORTIERT 1941 MINSK ERMORDET                                                 | Ziegelbergstraße ·                 | Siegfried Hoffmann (1877–1941/45)                   |
| | HIER WOHNTE ELSE KALLMANN GEB. JACOB JG. 1878 DEPORTIERT 1942 PIASKI ERMORDET                                          | Neutorstraße 34 ·                  | Else Kallmann, geb. Jacob (1878–1942/45)            |
| Bild gesucht Die Wikipedia wünscht sich an dieser Stelle ein Bild vom hier behandelten Ort. Weitere Infos zum Motiv findest du vielleicht auf der Diskussionsseite . Falls du dabei helfen möchtest, erklärt die Anleitung , wie das geht. BW | Hier wohnte Paula Perle Krasemann geb. Blumenkranz Jg. 1891 gedemütigt/entrechtet Flucht in den Tod 19.Nov 1940 Berlin | Friedrich-Engels-Ring 11 ·         | Paula Krasemann, geb. Blumenkranz (1891–1940)       |
| | HIER WOHNTE HANNA LÖWI GEB. GUTMANN JG. 1882 DEPORTIERT 1941 RICHTUNG OSTEN ERMORDET                                   | Friedrich-Engels-Ring 29 ·         | Hanna Löwi, geb. Gutmann (1882–1941/45)             |
| Bild gesucht Die Wikipedia wünscht sich an dieser Stelle ein Bild vom hier behandelten Ort. Weitere Infos zum Motiv findest du vielleicht auf der Diskussionsseite . Falls du dabei helfen möchtest, erklärt die Anleitung , wie das geht. BW | Hier wohnte Adolf Meyer Jg.1876 deportiert 1943 Auschwitz ermordet                                                     | Treptower Straße (2a) ·            | Adolf Meyer (1876–1943)                             |
| Bild gesucht Die Wikipedia wünscht sich an dieser Stelle ein Bild vom hier behandelten Ort. Weitere Infos zum Motiv findest du vielleicht auf der Diskussionsseite . Falls du dabei helfen möchtest, erklärt die Anleitung , wie das geht. BW | Hier wohnte Flora Meyer geb.Caspary Jg.1876 deportiert 1943 Auschwitz ermordet                                         | Treptower Straße (2a) ·            | Flora Meyer geb.Caspary (1876–1943)                 |
| Bild gesucht Die Wikipedia wünscht sich an dieser Stelle ein Bild vom hier behandelten Ort. Weitere Infos zum Motiv findest du vielleicht auf der Diskussionsseite . Falls du dabei helfen möchtest, erklärt die Anleitung , wie das geht. BW | Hier wohnte Paul Meyer Jg.1921 deportiert 1943 Auschwitz ermordet                                                      | Treptower Straße (2a) ·            | Paul Meyer (1921–1943)                              |
| Bild gesucht Die Wikipedia wünscht sich an dieser Stelle ein Bild vom hier behandelten Ort. Weitere Infos zum Motiv findest du vielleicht auf der Diskussionsseite . Falls du dabei helfen möchtest, erklärt die Anleitung , wie das geht. BW | Hier wohnte Horst Meyer Jg.1925 deportiert 1943 Auschwitz ermordet                                                     | Treptower Straße (2a) ·            | Horst Meyer (1925–1943)                             |
| | HIER WOHNTE MATHILDE ROSENSTEIN GEB. HESS JG. 1874 DEPORTIERT 1942 THERESIENSTADT ERMORDET 23.6.1943                   | Treptower Straße am Marien-Carée · | Mathilde Rosenstein, geb. Hess (1874–1943)          |
| | HIER WOHNTE ALFRED LUDWIG SALOMON JG. 1902 DEPORTIERT 1943 AUSCHWITZ ERMORDET 4.2.1943                                 | Krämerstraße 1a ·                  | Alfred Ludwig Salomon (1902–1943)                   |
| | HIER WOHNTE HILDEGARD FANNI SALOMON GEB. BURCHARDT JG. 1906 DEPORTIERT 1943 AUSCHWITZ ERMORDET 4.2.1943                | Krämerstraße 1a ·                  | Hildegard Fanni Salomon, geb. Burchardt (1906–1943) |
| Bild gesucht Die Wikipedia wünscht sich an dieser Stelle ein Bild vom hier behandelten Ort. Weitere Infos zum Motiv findest du vielleicht auf der Diskussionsseite . Falls du dabei helfen möchtest, erklärt die Anleitung , wie das geht. BW | Hier wohnte Max Tumbowsky Jg.1909 deportiert 1941 KZ Sachsenhausen ermordet 23.2.1942                                  | Treptower Straße 27 ·              | Max Tumbowsky (1909–1942)                           |

## Verlegedaten
- 12. Juni 2009: Friedrich-Engels-Ring 29, Neutorstraße 34, Ziegelbergstraße
- 12. Juni 2020: Darrenstraße Ecke Krämerstraße, Treptower Straße am Marien-Carée
- 9. November 2023: Treptower Straße 2a und 27[2]
- 7. Juni 2024: Friedrich-Engels-Ring 11 und Neutorstraße 4–5[3]